# Oakleaf Bearers
Oakleaf Bearers é o quarto livro da série Rangers: Ordem dos Arqueiros do escritor australiano John Flanagan publicado em 2006. 
Este livro é sucedido na série pelo livro The Sorcerer of the North.